# Aeroportul Fuerteventura
Aeroportul Fuerteventura (IATA: FUE, ICAO: GCFV) este un aeroport din Puerto del Rosario, Las Palmas, Insulele Canare, Spania ce deservește zona Fuerteventura. Aeroportul a fost tranzitat în 2022 de 5.641.500 de pasageri. A fost deschis în 14 septembrie 1969 și numit după zona deservită.
Situat la o altitudine de 25 m, aeroportul dispune de 1 pistă. Este operat de ENAIRE⁠(d).

## Infrastructură

### Piste
Aeroportul dispune de o singură pistă. Pista 01/19 are suprafața de asfalt și dimensiunile 3.406 m × 45 m. 